# Oude Zeedijkmolen

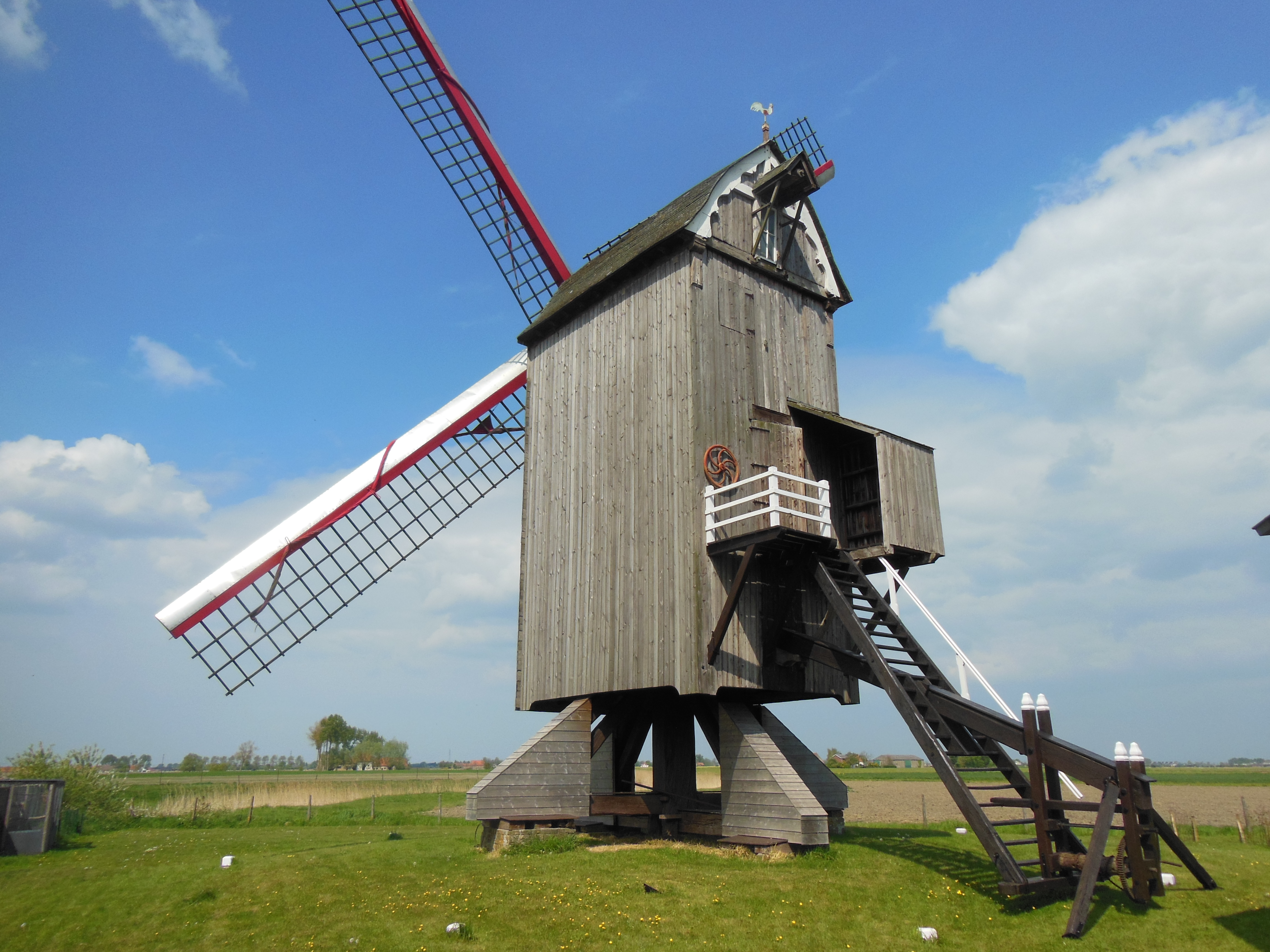
Oude Zeedijkmolen

De Oude Zeedijkmolen is een windmolen in de tot de West-Vlaamse gemeente Veurne behorende plaats Avekapelle, gelegen aan de Roesdammestraat.
Het is een open standerdmolen die fungeerde als korenmolen. Ook is er een haverpletter.

## Geschiedenis
De molen werd gebouwd in 1745 en is laaggelegen, aangezien er voldoende windvang in het daar aanwezige vlakke polderland was. De teerlingen zijn laag. De molen heeft een hoge maalzolder.
In 1957 werd de molen geklasseerd als monument.
De molen is maalvaardig en is af en toe in bedrijf.
De naam van de molen is afkomstig van de nabijgelegen Oude Zeedijk.
- Inventaris van het Bouwkundig Erfgoed (Vlaanderen): 16919